# Christian August Joachim Leißring

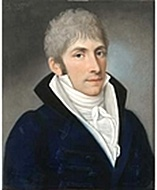
Christian August Joachim Leißring, Porträt von Johann Jacob de Lose

Christian August Joachim Leißring (* 23. Dezember 1777 in Sangerhausen; † 1. November 1852 in Frankfurt am Main) war ein deutscher Schauspieler und Opernsänger (Tenor). Er war 1798 an der Uraufführung des Schiller-Dramas Wallensteins Lager beteiligt.

## Leben
Leißring wurde als Sohn eines Beamten in Sangerhausen geboren. Ab 1792 besuchte er die Thomasschule zu Leipzig. Ohne Abschluss bewarb er sich als Schauspieler am Weimarer Hoftheater. Er wurde bei Karl Friedrich Malcomi vorstellig und konnte durch Johann Wolfgang von Goethes Fürsprache engagiert werden. Seine ersten Rollen waren „Ferdinand“ in der Komischen Oper Hieronymus Knicker und „Tamino“ in der Oper Die Zauberflöte. Von Friedrich Schiller wurde er für seinen „Holk'schen Jäger“ in Wallensteins Lager gelobt. 1799 floh er über Umwege nach Wien. Bis 1839 war er Mitglied des Ensembles des Frankfurter Theaters. Er trat u. a. als „Kammerdiener“ in Kabale und Liebe und als „Klosterbruder“ in Nathan der Weise auf. Seit 1810 war er Mitglied der Frankfurter Freimaurerloge "Zur Einigkeit".